# Hyphydrus megas
Hyphydrus megas là một loài bọ cánh cứng trong họ Bọ nước. Loài này được Biström miêu tả khoa học năm 2000.